# .fk
.fk – domena internetowa przypisana do Falklandów. Została utworzona 26 marca 1997. Zarządza nią Falkland Islands Government.